# 에피택시
에피택시(epitaxy) 또는 에피택시얼 성장(epitaxial growth)은 결정 기판 위에 방향성을 가진 결정막이 자라는 현상이다.
소자의 응용을 위한 결정성장방법 중 하나는 호환성이 있는 결정으로 이루어진 웨이퍼상에 얇은 결정을 성장시키는 것이다. 기판의 결정은 성장되는 물질과 같을 수 있고 유사한 격자구조의 다른 물질일 수 있다. 이 과정에서 기판은 그 위에 새로운 결정이 성장되는 시드 결정이 되며, 새 결정은 기판과 같은 결정구조 및 방향성을 갖는다. 이는 기판결정의 용융점보다 훨씬 낮은 온도에서 행해지며, 성장막의 표면에 적절한 원자를 공급하기 위한 다양한 방법이 사용된다. 이 방법에는 화학기상증착(chemical vapor deposition; CVD), 용융액으로부터의 성장[액상 에피택시(liquid-phase epitaxy, LPE)], 진공에서의 원자의 증착[분자선 에피택시(molecular beam epitaxy, MBE)] 등이 있다. 이러한 광범위한 성장방법으로 전자 및 광전자소자에 필요한 성질을 갖는 결정을 성장시킬 수 있다.

## 에피택시얼 성장에서의 격자 정합
Si 에피택시얼층이 Si 기판 위에 성장될 경우에는 결정격자의 자연적인 정합이 이루어지므로 고질의 단결정이 생성된다. 그러나 종종 기판과 다른 에피택시얼층을 성장시킬 필요가 있으며, 이를 이종에피택시(heteroepitaxy)라 한다. 이는 격자구조 및 격자상수 a가 두 종류의 물질에 대해 같으면 쉽게 얻어질 수 있다. 예를 들어, GaAs와 AlAs는 모두 섬아연광구조이며, 격자상수는 약 5.65Å이다. 따라서 3원소 합금 AlGaAs는 GaAs 위에 매우 적은 격자상의 차이를 가지며 성장될 수 있다. 또한 GaAs는 Ge 기판 위에 성장될 수 있다.
AlAs 및 GaAs는 유사한 격자상수를 가지므로, AlGaAs는 AlAs로부터 GaAs에 이르는 모든 조성범위에 걸쳐 동일한 격자상수를 갖는다. 따라서 3원소 화합물인 AlxGa1-xAs는 조성비 x를 원하는 소자 특성에 맞게 선택하여 GaAs 웨이퍼 위에 형성될 수 있다. 이때 형성된 에피택시얼층은 GaAs 기판과 정합된 상태이다.
하단의 그림은 Ⅲ-Ⅴ족 3원소 화합물의 조성비가 변함에 따른 에너지 대역간극 Eg를 격자상수 a에 대하여 나타낸 것이다. 예를 들어, InGaAs의 성분이 Ⅲ족 부격자상에 InAs로부터 GaAs로 변화될 때, 에너지 대역간극은 0.36 eV에서 1.43 eV로, 결정격자상수는 InAs의 6.06Å에서 GaAs의 5.65Å으로 변화하는 것을 볼 수 있다. 고정된 격자상수를 갖는 원소 화합물 위에는 이 3원소 화합물이 모든 조성비를 가지며 성장될 수 없다. 그러나 하단의 그림에서 볼 수 있듯이 InP 기판 위에는 일정한 조성비의 InGaAs를 성장시킬 수 있다. InP에서 InGaAs에 이르는 수직선분(동일한 격자상수를 가짐)은 중간 조성비(정확히 In0.53Ga0.47As)를 갖는 정합된 화합물이 InP 기판 위에 성장될 수 있음을 보여준다. 유사하게, 3원소 화합물인 InGaP도 Ga 및 In이 약 50%의 조성비로 GaAs 기판 위에 정합된 성장을 할 수 있다. 주어진 기판 위에 정합된 결정성장의 종류를 늘이기 위해서는 InGaAs와 같은 4원소 화합물을 이용하면 좋다. Ⅲ, Ⅴ족 부격자의 조성비를 동시에 변화시킴으로써 원하는 에너지 대역간극을 쉽게 얻을 수 있으며, 동시에 GaAs나 InP와 같이 많이 이용되는 2원소 화합물 기판 위에 정합된 결정을 만들 수 있다.
GaAsP의 격자상수는 조성비에 따라 GaAs 와 GaP 사이에 있다. 예를 들어, 적색 LED에 사용되는 GaAsP 결정은 40%의 P와 60%의 As로 구성되어 있다. 이 결정은 GaAs나 GaP 기판 위에 직접 성장될 수 없으므로, 결정성장 시 격자상수를 점진적으로 변화시키는 것이 중요하다. 성장은 GaAs나 Ge 기판을 이용하여 GaAs에 가까운 조성비로 시작된다. 먼저 약 25µm 두께까지는 원하는 As와 P의 조성비를 얻을 때까지 P를 점진적으로 증가시키며 성장된다. 다음에 원하는 에피택시얼층(즉, 100µm 두께)은 이 변화층(graded region) 위에 성장된다. 이러한 방법으로 에피택시얼 성장은 항상 유사한 격자상수를 갖는 결정 위에 이루어진다. 이 변화층에서의 격자 변위에 의한 전위가 약간 있으나, 양질의 결정이 만들어지며 LED에 사용될 수 있다.
정합된 에피택시얼층의 많은 이용과 함께, 다음 절에서 언급되는 진보된 에피택시얼 성장방법으로 박막의(약 100Å 두께) 부정합된 결정을 성장시킬 수 있다. 부정합이 수 %이고 층이 매우 얇으면, 에피택시얼층은 시드 결정에 맞춰가는 격자상수를 가지며 성장될 수 있다. 성장된 층은 그 격자상수가 시드 결정에 맞추어지는 과정에서 표면을 따라 압축응력(compression)이나 인장응력(tension)이 발생한다. 이러한 층을 슈도모르픽(pseudomorphic)이라 하는데, 이는 변위가 없이는 기판 위에 정합될 수 없기 때문이다. 그러나 에피택시얼층이 격자의 부정합에 의존하는 임계층 두께 tc를 초과하면, 변위에너지는 미스핏 전위(misfit dislocation)라 불리는 결함을 만들게 된다. 이 약간 부정합된 결정층을 교대로 성장시켜 변위층-초격자(strained-layer superlattice; SLS)를 형성할 수 있으며, 이는 교대로 성장된 층들이 인장응력이나 압축응력을 갖고 있다. SLS의 격자상수는 층을 이루는 두 물질상수의 평균이 된다.

## 기상 에피택시
저온에서 고순도로 결정성장하는 장점들은 기상(vapor phase)에서 결정성장을 함으로써 얻을 수 있다. 결정층은 시드(물질) 또는 기판 위에 반도체 재료의 화학적 증기(vapor) 또는 반도체 재료를 함유하는 화학적 증기의 혼합물로부터 성장시킬 수 있다. 기상 에피택시(vapor-phase epitaxy; VPE)는 전자소자에서 사용되는 특히 중요한 반도체 재료의 원천이다. GaAs와 같은 일부 화합물은 다른 방법보다는 기상 에피택시 기법에 의하여 보다 순수하고 결정구조가 완전하게 성장시킬 수 있다. 더욱이 이들 기법을 사용함으로써 전자소자의 실제 제작에 있어 융통성이 커진다. 기판 위에 에피택시얼층이 성장될 때는 비교적 간단하게 기판과 성장층에서의 불순물 첨가의 형태 사이에 뚜렷한 구분이 이루어진다. 쌍극성(bipolar) Si 집적회로 소자는 보통 웨이퍼상에서 기상 에피택시에 의해 성장시킨 반도체층에 구성된다.
일반적으로 에피택시얼층은 Si를 함유하고 있는 화학적 증기에서부터 Si 기판 위에 Si 원자의 증착을 조절해 줌으로써 그 기판 위에 성장시키게 된다. 그 한 가지 방법을 보면 사염화 실리콘(silicon tetrachloride) 가스를 수소가스와 반응시켜 Si와 무수(anhydrous) 염화 수소를 만든다.
{\displaystyle {\ce {SiCl4 + 2H2 <=> Si + 4HCl}}}
이와 같은 반응이 가열된 결정의 표면 위에서 생기면 이 반응에 의해 방출된 Si 원자가 에피택시얼층으로서 증착될 수 있다. HCl은 이 반응온도에서는 기체상태로 머물러 있게 되어 결정성장을 방해하지 않는다. 반응은 역으로도 일어난다. 이러한 사실은 공정 파라미터를 조정하면 위 반응을 왼쪽으로 진행시킬 수 있다는 것을 암시하므로 매우 중요하다(증착보다는 Si의 식각을 제공함). 이러한 식각은 에피택시가 일어날 수 있는 원자 크기의 깨끗한 표면을 마련하는 데 이용될 수 있다.
이상과 같은 기상 에피택시 기법은 가스가 주입되는 실(chamber) 및 Si 웨이퍼를 가열하는 방법을 필요로 한다. 화학반응이 이 관에서 일어나기 때문에 이것을 반응실(reaction chamber) 또는 단순히 리액터(reactor, 반응기)라 한다. 수소가스는 SiCl4가 가열되어 기화되어 있는 실을 통과하며, 이어서 이 두 가지 가스는 원하는 도핑 불순물을 포함하고 있는 다른 가스들과 함께 리액터 내의 기판 결정 위로 들어간다. Si의 박절편(slice)은 흑연으로 된 받침그릇(susceptor) 또는 RF 가열코일로 반응온도까지 가열할 수 있는 어떠한 다른 물질 위에 설치된다. 이 방법은 동시에 여러 개의 Si 박절편 위에 정밀하게 불순물농도가 조절된 에피택시얼층을 성장시키는 데 채택되고 있다.
SiCl4의 수소환원을 위한 반응온도는 약 1150~1250°C이다. 또 다른 반응은 약간 낮은 온도에서 이루어지는데, 1000~1100°C에서의 실레인의 열분해(pyrolysis)도 이에 속한다. 이 열분해는 반응온도에서 실레인의 분해를 의미한다.
{\displaystyle {\ce {SiH4 <=> Si + 2H2}}}
이 기법은 몇 가지 장점이 있으며, 낮은 반응온도로 인하여 기판에서 성장 중인 에피택시얼층으로 불순물이 이동하는 것이 감소된다는 사실도 포함된다.
일부 응용에서는 절연물 기판 위에 Si의 박막층을 성장시킬 수 있어 유용하다. 예를 들어, 기상 에피택시얼 기법은 사파이어(sapphire)나 다른 종류의 절연체 위에 약 1µm의 Si 박막을 성장시키는 데 사용할 수 있다.
기상 에피택시얼 성장은 또한 GaAs, GaP와 같은 Ⅲ-Ⅴ족 화합물과 3원소 합금 GaAsP에서 중요하다. 후자의 물질은 발광 다이오드 제작에서 널리 사용되고 있다. 기판은 회전하는 웨이퍼 홀더(holder) 위에서 약 800°C로 유지되며 인, 비소 및 염화갈륨(gallium chloride; GaCl) 가스를 혼합하여 이 시료 위를 통과시킨다. 이 GaCl은 리액터 내에서 용융된 Ga와 무수 HCl을 반응시켜서 얻는다. GaAsP 결정 조성의 변경은 As와 P 가스의 조성비를 바꾸어서 조절한다.

### 유기금속 에피택시
또 다른 화합물 반도체를 성장시키는 유용한 기법은 금속-유기 증기상 에피택시[metal-organic vapor-phase epitaxy(MOVPE)] 또는 유기금속 증기상 에피택시 [organometallic vapor-phase epitaxy(OMVPE)] 성장이라는 것이다. MOCVD에서, 초순수 가스는 반응기에 주입되고 미세하게 도핑되어 매우 얇은 원자 층을 반도체 웨이퍼 상에 증착시킨다. 요구되는 화학 원소를 포함하는 유기 화합물 또는 금속 유기물 및 수소화물의 표면 반응은 물질 및 화합물 반도체의 결정 성장 조건을 생성한다. 전통적인 실리콘 반도체와는 달리, 이들 반도체는 III-V족, II-VI-IV족, IV-V-VI족의 조합을 포함할 수 있다.
예를 들어, 인듐 인화물은 첫 번째 단계에서 트라이메틸인듐 ((CH3)3In)과 포스핀 phosphine(PH3)을 도입하여 가열된 기판상의 반응기에서 성장시킬 수 있다. 가열된 유기 전구 물질 분자는 산소가 없는 상태에서 분해된다(열분해). 열분해(pyrolysis)는 두 번째 단계에서 원자 표면의 원자를 떠난다. 원자는 기판 표면에 결합하고, 마지막 단계에서 새로운 결정 층이 성장한다. 이 에피택시얼층의 형성은 기판 표면에서 발생한다. 전구체의 화학 결합 강도가 증가함에 따라 필요한 열분해 온도가 증가한다. 더 많은 탄소 원자가 중심 금속 원자에 부착되면 결합력은 약해진다. 기판 표면상의 원자 확산은 표면상의 원자 단계에 의해 영향을 받는다. 금속 유기 공급원의 증기압은 MOCVD에서 중요한 고려 사항이다. 왜냐하면 반응에서 원료 물질의 농도와 증착 속도를 결정하기 때문이다.
예를 들어, 트라이메틸갈륨(trimethylgallium)은 As와 반응하여 GaAs와 메테인을 만든다.
{\displaystyle {\ce {(CH3)3Ga + AsH3 <=> GaAs + 3CH4}}}
이 반응은 약 700°C에서 일어나며 매우 좋은 GaAs층의 에피택시얼 성장을 시킬 수 있다. 다른 화합물 반도체들도 이와 같은 방법으로 성장시킬 수 있다. 예를 들어, 트라이메틸알루미늄(trimethylaluminum)을 앞서 지적한 혼합가스에 첨가하여 AlGaAs를 성장시킬 수 있다. 이와 같은 성장방법은 태양전지와 레이저를 비롯한 여러 가지 전자소자를 만드는 데 사용되고 있다. 이상과 같은 혼합가스는 손쉽게 바꿀 수 있어서 다음 분자선 에피택시의 경우에 검토할 비슷한 다중 박막층을 성장시킬 수 있다.

## 분자선 에피택시
에피택시얼층을 성장시키기 위한 가장 많은 기능을 지닌 기법 중 하나는 분자선 에피택시(molecular beam epitaxy; MBE)이다. 이 방법에서 기판은 고진공실에 설치하고 여러 성분의 분자선 또는 원자선을 그 기판 위에 충돌시키는 것이다. 예를 들어, GaAs 기판 위에  AlGaAs 층을 성장시킴에 있어 도펀트와 더불어 Al, Ga 및 As 등의 성분(원소)을 각각 격리된 원통형의 셀(cell)에서 가열한다. 기판을 겨냥한 이들 각 성분들의 빔(beam)이 진공 속으로 사출되어 기판 표면 위로 향하게 된다. 이들 원자선이 기판 표면과 충돌하는 비율은 정확히 조절되며 매우 높은 품질의 결정성장이 이루어진다. 이 성장공정 중에 시료(즉, 기판)는 비교적 낮은 온도(GaAs의 경우 약 600°C)로 유지된다. 도핑 또는 결정의 조성(즉, AlGaAs의 경우는 Ga에 대한 Al의 비율)을 급격히 바꾸려면 각 빔의 출구 앞의 셔터(shutter)를 조절해 주면 된다. 낮은 성장 속도(≤1µm/h)를 사용하면 이 셔터의 조절로 격자상수 단위 정도의 조성 변화를 이룩할 수 있다. 고진공과 정밀제어가 필요하기 때문에 MBE는 다소 정교한 시설이 있어야 한다. 그러나 이 성장방법은 많은 기능이 있기 때문에 여러 가지 응용에 있어서 매우 매력적이다.
MBE가 발전함에 따라, 고체 원료를 기체상태의 화학 원료로 대치하게 되었다. 화학빔 에피택시(chemical beam epitaxy; CBM) 또는 가스-소스 MBE(gas-source MBE)라 하는 이 방법은 MBE와 VPE의 여러 장점을 동시에 얻을 수 있다.

### 화학빔 에피택시
화학 빔 에피 택시(chemical beam epitaxy, CBM)는 1984년 W.T. Tsang이 처음 시연했다. 이 기술은 금속 유기 화학 기상 증착 (MOCVD) 및 분자 빔 에피 택시 (MBE) 두 기술의 장점을 활용한 기술이다. 이 초기 연구에서 InP와 GaAs는 가스상 III 족 및 V 족 알킬을 사용하여 성장되었다. III 족 원소는 표면의 알킬 열분해로부터 유래되었지만 V 족 원소는 가열된 탄탈륨 (Ta) 또는 몰리브덴 (Mo)과 950-1200 °C에서 접촉시킴으로써 알킬의 분해로부터 얻어졌다. 가스 반응기의 전형적인 압력은 MOCVD의 경우 102 Torr 내지 1 atm이다. 여기서 기체의 이동은 점성 유동에 의해 일어나고 화학 물질은 확산에 의해 표면에 도달한다. 대조적으로, CBE에는 10-4Torr 미만의 가스 압력이 사용된다. 훨씬 더 긴 분자의 평균 자유 경로(mean-free paths)로 인해 가스 수송이 분자 빔으로 발생하고 공정은 화학 빔 증착으로 발전한다. MBE는 고체 원소 소스로부터 고온에서 증발되는 원자 빔 (예: 알루미늄 (Al)과 갈륨 (Ga))과 분자 빔 (As4와 P4와 같은)을 사용하는 반면, CBE 실온에서 증기 상이다.

## 같이 보기
- 이종접합
- 박막
- 수직 캐비티 표면 광방출 레이저
- 조레스 알표로프

## 참고 문헌
- Ben G. Streetman · Sanjay Kumar Banerjee, 곽계달 · 김성준 · 전국진, 『고체전자공학』, 성진미디어, 2015, 34~40쪽
- 김동명,『반도체공학』, 한빛아카데미, 2017